# Archidiocèse d'Anchorage-Juneau
L'archidiocèse d'Anchorage-Juneau (en latin : archidioecesis Ancoragiensis-Junellensis ; en anglais : archdiocese of Anchorage-Juneau) est une Église particulière de l'Église catholique aux États-Unis. Érigé en 1966 comme archidiocèse d'Anchorage, il est uni en 2020 à son suffragant de Juneau. Il couvre une partie sud de l'Alaska.
Son titulaire actuel est Andrew Eugene Bellisario (en). Son siège principal est la cathédrale Notre-Dame-de-Guadalupe (en) d’Anchorage.

## Histoire
L'archidiocèse d'Anchorage est érigé le 22 janvier 1966, par la constitution apostolique Quam verae du pape Paul VI, par détachement du diocèse de Juneau. Il devient le siège métropolitain du diocèse de Juneau (créé en 1951) et du diocèse de Fairbanks (créé en 1962). Pour le choix du siège archiépiscopal alaskain, Anchorage a été préférée à Juneau (pourtant capitale de l'État d'Alaska) en raison de son dynamisme démographique, qui en a fait aujourd'hui la plus grande ville de l'État.
En 1981, le pape Jean-Paul II se rend à Anchorage en visite pastorale, célébrant la messe devant plus de 50 000 personnes.
Le 19 mai 2020, le pape François fusionne l'archidiocèse avec l'ancien diocèse de Juneau. Andrew Eugene Bellisario, évêque de Juneau et administrateur apostolique d'Anchorage (sede vacante), devient le premier archevêque d'Anchorage-Juneau.

## Territoire
L'archidiocèse d'Anchorage couvre le sud-ouest de l'Alaska. Il comprend :
- la municipalité d'Anchorage ;
- la partie de celle de Yakutat située à l'ouest du 141e méridien ouest ;
- les six boroughs des Aléoutiennes orientales, de Bristol Bay, de Lake and Peninsula, de l'île Kodiak, de la péninsule de Kenai et de Matanuska-Susitna ;
- une partie de l'unorganized borough, à savoir : les deux census areas de Dillingham et de Valdez-Cordova.

Depuis le 19 mai 2020, par la fusion du diocèse de Juneau, l'archidiocèse couvre également :
- les municipalités de Juneau et de Sitka ;
- la partie est de celle de Yakutat ;
- les boroughs de Haines, Skagway-Hoonah-Angoon, Wrangell-Petersburg, Prince of Wales - Outer Ketchikan et Ketchikan Gateway.

L'archidiocèse dispose de trois églises pouvant être appelées « cathédrale » :
- l’ancienne cathédrale de la Sainte-Famille d’Anchorage : construite en 1948, elle devient cathédrale en 1966, à la création de l'archidiocèse, et est remplacée en 2020 par la nouvelle Notre-Dame-de-Guadalupe.
- la cathédrale Notre-Dame-de-Guadalupe d’Anchorage : consacrée en 2005, elle est élevée comme cocathédrale en 2014, pour pallier le peu de place de la cathédrale originelle, puis en siège de l’archidiocèse en 2020.
- la cathédrale de la Nativité-de-la-Vierge (en) de Juneau : en 2020, par fusion du diocèse de Juneau, son ancienne cathédrale devient cocathédrale du nouvel archidiocèse unifié.

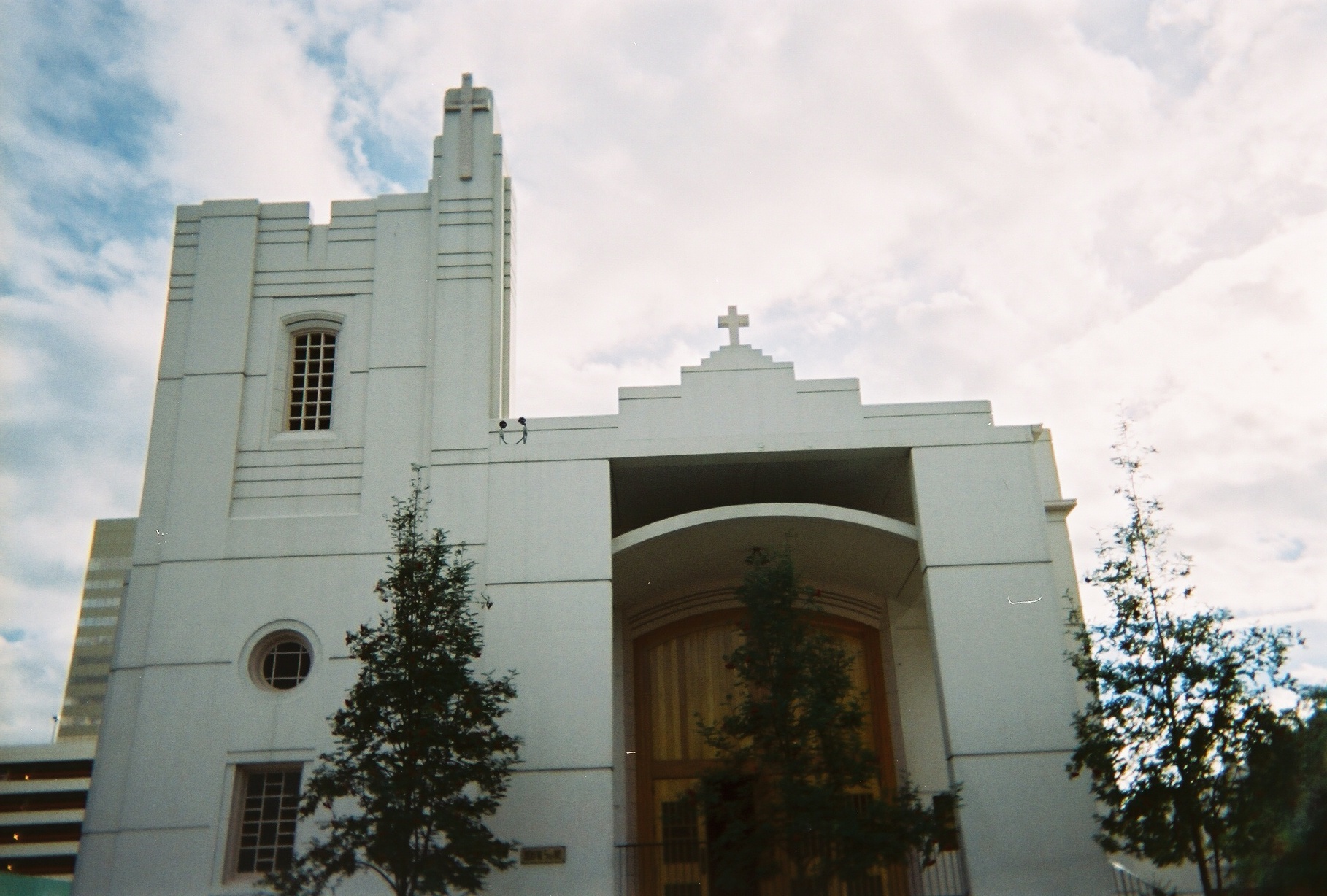
Cathédrale de la Sainte-Famille d'Anchorage.
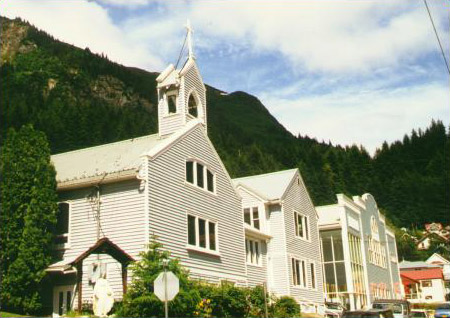
Cathédrale de la Nativité de la Vierge de Juneau.

On trouve également sur son territoire le sanctuaire Sainte-Thérèse de Juneau, dédié à sainte Thérèse de Lisieux, la patronne de l’Alaska, déclaré en 2016 sanctuaire national par la Conférence des évêques catholiques des États-Unis,.

## Suffragants et province ecclésiastique
Siège métropolitain, l'archidiocèse d'Anchorage a pour suffragant le diocèse de Fairbanks (et, jusqu'en 2020, le diocèse de Juneau).
L'ensemble forme la province ecclésiastique d'Anchorage qui couvre l'intégralité de l'Alaska. Elle appartient à la région XII au sein de la Conférence des évêques catholiques des États-Unis.

## Archevêques

### Archevêque d'Anchorage
- 7 février 1966 - 4 novembre 1975 : John Ryan (John Joseph Thomas Ryan), nommé coadjuteur puis archevêque aux Forces armées des États-Unis
- 4 mai 1976 - 3 mars 2001 : Francis Hurley (Francis Thomas Hurley)
- 3 mars 2001 - 4 octobre 2016 : Roger Schwietz (Roger Lawrence Schwietz), OMI
- 4 octobre 2016 - 29 avril 2019 : Paul Étienne (Paul Dennis Étienne), nommé archevêque coadjuteur de Seattle

### Archevêques d'Anchorage-Juneau
- Depuis le 19 mai 2020 : Andrew Eugene Bellisario, C.M.

Blason de l'ancien archidiocèse d'Anchorage.
Blason de l'ancien diocèse de Juneau.

### Articles liés
- Cathédrale de la Sainte-Famille d'Anchorage
- Diocèse de Juneau
- Liste des juridictions catholiques aux États-Unis
- Église catholique aux États-Unis